# Бурјатски језик
Бурјатски језик (рус. бурятский язык, бурј. буряад хэлэн, buryâd xelen) (у СССР од 1917. до 1956. године — бурјатско-монголски језик, у Кини — баргу-бурјатски дијалект монголског језика) — језик алтајске породице језика, тачније монголске групе алтајских језика, језик Бурјата и Баргута или Барга (монголског народа). 
Поред руског службени је језик Републике Бурјатије (конститутивни субјект Руске Федерације). У Русији поред Бурјатије у употреби је и у Забајкалском крају и Иркутској области. Бурјатско писмо је ћирилица.

## Класификација
Савремени књижевни језик Бурјата настао је на основу хоринског дијалекта. Према стандарду ISO 639 је класификован као макро језик и има језички код bua, а за регионалне верзије језика постоје посебни кодови:
- — Бурјати (Русија)
- — Бурјати (Кина)
- — Бурјати (Монголија)

## Лингогеографија
Подручја говора: Русија (северно од границе са Монголијом) — Бурјатија, Забајкалска покрајина и Иркутска област, затим Монголија и Кина.
Укупан број говорника је према Етнологу (Ethnologue) око 329.100, али се сматра да је тај број мањи због застарелих података из Кине и због немања новијих података, број говорника у Кини је са пописа из 1982. године. Сматра се да је тај број данас око 284.000 говорника (број говорника у Кини око 18.000).
- Бурјати у Русији: популација 219.000 (попис 2010. године);[1]
- Бурјати и Баргути у Кини: популација 65.000: 47.000 — новобаргутски, 14.000 — старобаргутски и 4.500 — бурјатски (попис 1982. године),[7] данас око 18.000;[3]
- Бурјати у Монголији: популација 45.100 (попис 2010. године).[2]

## Дијалекти
Принцип диференцирања дијалеката заснива се на карактеристикама граматичког система и главног речника. На бурјатском језику не постоје значајне разлике које спречавају међусобно разумевање говорника различитих дијалеката.
Дијалекти западних и источних Бурјата доживјели су утицај различитих културних традиција, што се првенствено огледало на њиховом лексичком саставу.
Дијалект сонголо-сартулски, који је каснијег порекла, настао је као резултат мешања и (или) контакта Бурјата и Халха-Монгола. Последњи су се преселили југоисточно од источних Бурјата од 17. века.
Дијалекти бурјатско језика:
- Хоринска група - источно од Бајкалског језера, група се састоји од хоринског, Ага, Тугнуј и североселенгинског дијалекта. Хорински користи већи број Бурјата у Монголији и мали број Бурјата у Хулун-Буиру,
- Нижнеудински дијалекат - најдаље на западу, примећује се снажан утицај турског,
- Аларско-тункинска група - група коју чине аларски, тункинско-окински, Закамна и унгински на југозападу језера Бајкал, тункински се користи и у Монголији,
- Баргутска група - у Хулун-Буиру, која је историјски позната као Барга, која се састоји од старобаргутског и новобаргутског дијалекта,
- Ехиритско-булагатска група - у националном округу Уст-Орда, група се састоји од ехиритско-булагатског, боханског, Ол'кхона, баргузинског и Бајкал-Кударе.

## Социолингвистичке информације
Бурјатски језик обавља комуникацијске функције у свим сферама људског свакодневног живота. У Републици Бурјатији, бурјатски језик и руски језик функционално користе у свим областима језичке активности, а од 1990. године су и службени језици, пошто је већина Бурјата двојезична.
Устав Забајкалског краја наводи да је "на подручју Агинског бурјатског округа, са државним језиком бурајатски језик се може користити." Повеља Иркутске области гласи да "јавни органи Иркутске области стварају услове за очување и развој језика, културе и других компоненти бурјатског националног идентитета и других народа који живе на традиционалној територији Устординског бурјатског округа.

## Историја
Историја бурјатског језика традиционално је подељена на два периода: пререволуционарни и совјетски, који карактеришу фундаменталне промене у друштвеним функцијама писаног језика, услед промене друштвене форме.

## Утицај других језика
Дуги контакти са Русима и масивна двојезичности Бурјата утицали су на бурјатски језик. У фонетици ово је повезано са звучним имиџом русизама, совјетизмима, интернационализма који су у књижевни бурјатски језик (посебно у писаном облику) ушли у очување звучне структуре изворног језика. Заједно са новим речима у језик су ушли гласови в, ф, ц, ч, щ, к, који се не налазе у фонолошком систему бурјатској језика и представљају нешто ново у организацији речи, у норми компатабилности самогласника и сугласника. У анлауту су се користили гласови л, п, н који се нису користили на почетку првобитних речи. Сугласник п се на почетку многих речи заменио сугласником б, нпр. пуд/бүүд, пальто/больтоо .

## Писменост
Од краја 17. века, класично монголско писмо је коришћено за вођење евиденције и верску праксу. Језик од краја 17. до 19. века условно се назива књижевно-писаним старобурјатским језиком. Један од првих великих књижевних споменика — "Путне белешке" (1768) од Дамба-Даржа Заягийна.
У Совјетском Савезу 1926. године започет је организовани научни развој бурјатског латинизованог писања. Нацрт Бурјатове абецеде био је спреман 1929. године. Она је садржавала следеће слова: А а, Б б, Ц ц, ц ц, Д д, Е е, Ә ә, ɔ ɔ, Г г, И и, Ј ј, К к, Л л, М м, Н н, О о, p п, Р р, s с, s, Т т, У у, И и, з з, з з, h х, Ф ф, В в . Међутим, овај пројекат није одобрен. Фебруара 1930. одобрена је нова верзија латинизованог писма. Она садржи слова из стандардне латинице (осим h,q,x), диграфе ch, sh, zh, као и слово ө. У јануару 1931. године, званично је усвојена његова модификована верзија уједињена са другим алфабетом народа Совјетског Савеза.
| Бурјатски алфабет од 1931. до 1939. године: - A a - B b - C c - Ç ç - D d - E e - F f - G g - H h - I i - J j - K k - L l - M m - N n - О o - Ө ө - P p - R r - S s - Ş ş - T t - U u - V v - X x - Y y - Z z - Ƶ ƶ | Савремени бурјатски алфабет: - А а - Б б - В в - Г г - Д д - Е е - Ё ё - Ж ж - З з - И и - Й й - К к - Л л - М м - Н н - О о - Ө ө - П п - Р р - С с - Т т - У у - Ү ү - Ф ф - Х х - Һ һ - Ц ц - Ч ч - Ш ш - Щ щ - Ъ ъ - Ы ы - Ь ь - Э э - Ю ю - Я я |

## Википедија на бурјатском језику
Постоји део Википедије на језику Бурјата ("Википедија на бурјатском језику"). Од 12:10 (UTC) 11. септембра 2017. секција садржи чланке из 1987. године (укупан број страница је 7292. У њему је регистровано 8121 учесника, један од њих има статус администратора, 51 учесник је предузео било какву акцију у последњих 30 дана, а укупан број измена током постојања одсека је био 51.824 измене.

## Дан бурјатског језика
Догађаји посвећени прослави Дана бурјатског језика, започели су у Буратији. Дан бурјатској језика је републички празник основан 2006. године.

## Бројеви
| БРОЈЕВИ | српски | класични монголски | бурјатски |
| ------- | ------ | ------------------ | --------- |
| 1       | један  | nigen              | negen     |
| 2       | два    | hoyor              | xoyor     |
| 3       | три    | gurban             | gurban    |
| 4       | четири | durben             | dürben    |
| 5       | пет    | tabun              | taban     |
| 6       | шест   | jirug-a            | zurgaan   |
| 7       | седам  | dolug-a            | doloon    |
| 8       | осам   | naiman             | nayman    |
| 8       | девет  | yisen              | yühen     |
| 10      | десет  | arban              | arban     |

## Пример текста на бурјатском
| ЗАВЕЩАНИ |
| --- |
| Yхэхэдэм намайе Yргэн талын дунда Yндэр добын оройдо, Хабтагай дайдым Харагдан байхаар, Мушхараhан, зангираган Мүрэн Днээпрэйм Солгиоон ирасхалиинь Соностон байхаар, Инаг Украинадам Эрхэбишэ хүдөөлүүлхэт. Хоротон дайсадай Хүрин шуhанай Хүхэ далай уруу Украиинаhаам яагаад Урадхыйе — харахаб. Тиихэдэнь би Тэдэ хада, дайдые, Бүгэдынь орхин бодоод Бурхандаа мүргэхэб, Тэрэ болтор би Тооношгүйб бурханиие. Хүдөөлүүлээд намайгаа, Хүдэлэн бодогты! Түмэр шүдэрнүүдээ Tahapa сохигты! Дайсанай хорото шуhаар Дабтан сүлөө ологты! Иигээд намайгаа Агуу ехэ бүлэдөө, Сүлөө hайхан Шэнэ бүлэдөө Хоро, муулалгүйгөөр, Харин, зөөлэн үгөөр Дурдан hанахаяа Бу мартагты! |

(Извор: Т. Г. Шевченко, Завет на језицима света, К., «Научна мисао», 1989)